# Róż (kosmetyk)

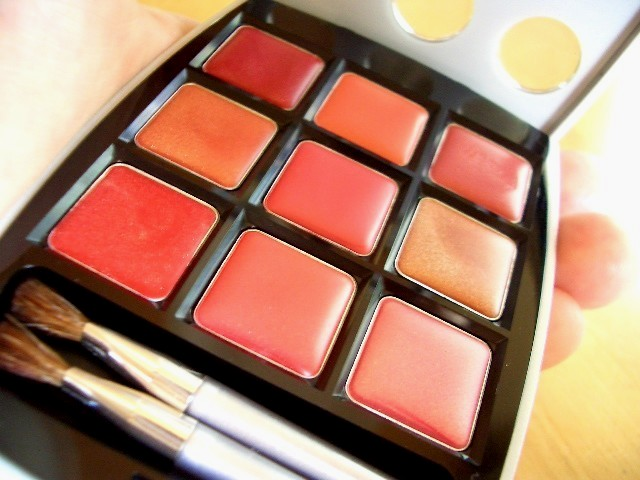
Zestaw róży

Róż (ang. blusher) – kosmetyk ożywiający koloryt cery. Można nim modelować kształt twarzy. Różem podkreśla się najczęściej kości policzkowe.
Barwienie policzków to jeden z najstarszych zabiegów kosmetycznych, znany już w starożytności. Wówczas dla uzyskania różowego zabarwienia policzków wykorzystywano naturalne barwniki (z kwiatów, owoców i warzyw). W średniowieczu róż był praktycznie zakazany, a jego wielki powrót nastąpił w czasach baroku i rokoko. W kolejnych stuleciach makijaż stawał się coraz bardziej naturalny, a róż stał się obowiązkowym wyposażeniem kosmetyczki, obok bronzera i rozświetlacza. 

## Rodzaje różu ze względu na konsystencję
- róż w pudrze
- róż w kremie
- róż w musie
- róż mineralny
- róż w kulkach
- róż w sztyfcie
- róż w płynie
- róż w żelu

## Rodzaje różu ze względu na wykończenie
- róż matowy
- róż satynowy
- róż połyskujący
- róż wilgotny